# Mistrzostwa Włoch w Skokach Narciarskich 2019
Mistrzostwa Włoch w Skokach Narciarskich 2019 – zawody rozegrane 19 października 2019 na skoczni normalnej Trampolino Dal Ben w Predazzo.
Konkurs mężczyzn wygrał Giovanni Bresadola. Drugie miejsce w zawodach zajął startujący gościnnie w zawodach Bułgar Władimir Zografski, który ze zwycięzcą konkursu przegrał o trzy punkty. Trzecie miejsce w konkursie zajął Federico Cecon, a czwarte Alex Insam, któremu jako trzeciemu najlepszemu Włochowi został przyznany brązowy medal. W zawodach wzięło udział dwudziestu dwóch skoczków.
W konkursie kobiet złoty medal zdobyła Elena Runggaldier z przewagą ponad siedmiu punktów nad drugim miejscem, które zajęła Manuela Malsiner. Na trzecim miejscu sklasyfikowana została Lara Malsiner, która straciła do miejsca wyżej pół punktu. W konkursie wystartowało osiem zawodniczek.

## Wyniki

### Mężczyźni – 19 października 2019 – HS104
| Msc.  | Zawodnik           | Klub          | I seria | II seria | Punkty |
| ----- | ------------------ | ------------- | ------- | -------- | ------ |
| 1.    | Giovanni Bresadola | Monte Giner   | 100,0 m | 102,5 m  | 257,0  |
| –     | Władimir Zografski | BUL           | 98,0 m  | 103,0 m  | 253,0  |
| 2.    | Federico Cecon     | Fiamme Gialle | 99,5 m  | 101,0 m  | 249,5  |
| 3.    | Alex Insam         | Fiamme Oro    | 95,5 m  | 102,0 m  | 244,0  |
| 4.    | Samuel Costa       | Fiamme Oro    | 94,0 m  | 101,0 m  | 239,5  |
| 5.    | Francesco Cecon    | Bachmann      | 93,0 m  | 94,0 m   | 219,5  |
| 6.    | Daniel Moroder     | SC Gardena    | 92,5 m  | 92,5 m   | 216,0  |
| 7.    | Daniele Varesco    | Fiamme Oro    | 91,5 m  | 92,5 m   | 212,5  |
| 8.    | Manuel Maierhofer  | Fiamme Gialle | 90,0 m  | 87,0 m   | 197,0  |
| 9.    | Aaron Kostner      | Fiamme Oro    | 88,5 m  | 86,0 m   | 191,0  |
| . . . |                    |               |         |          |        |

### Kobiety – 19 października 2019 – HS104
| Msc. | Zawodniczka        | Klub          | I seria | II seria | Punkty |
| ---- | ------------------ | ------------- | ------- | -------- | ------ |
| 1.   | Elena Runggaldier  | Fiamme Gialle | 92,0 m  | 95,5 m   | 221,5  |
| 2.   | Manuela Malsiner   | Fiamme Gialle | 92,5 m  | 93,0 m   | 214,0  |
| 3.   | Lara Malsiner      | Fiamme Gialle | 91,5 m  | 94,0 m   | 213,5  |
| 4.   | Annika Sieff       | US Lavazè     | 87,0 m  | 89,5 m   | 194,0  |
| 5.   | Veronica Gianmoena | US Lavazè     | 85,5 m  | 87,5 m   | 189,0  |
| 6.   | Jessica Malsiner   | SC Gardena    | 86,5 m  | 86,5 m   | 187,0  |
| 7.   | Daniela Dejori     | SC Gardena    | 81,0 m  | 78,5 m   | 156,5  |
| 8.   | Martina Ambrosi    | Dolomitica    | 76,0 m  | 75,0 m   | 139,0  |